# Пловдив
Вижте пояснителната страница за други значения на Пловдив.
Пло̀вдив е вторият по големина град в България. Градът има площ 102 кв.км. По данни на ГРАО към 15 юни 2024 г. в града живеят 371 536 души по настоящ адрес и 386 546 души по постоянен адрес. Това го нарежда на второ място след столицата София. Пловдив се намира в западната част на Горнотракийската низина, на двата бряга на река Марица. Отстои на 15 км северно от Родопите и на 50 км южно от Стара планина. Градът е застроен в подножията на шест сиенитни хълма, поради което често е наричан „Градът под тепетата“. Пловдив е управленски център на област Пловдив, община Пловдив, община Марица, община Родопи и е най-голямото стопанско ядро на Южния централен район.
Пловдив е град на над 8000 години, чието минало може да се проследи от праисторията до наши дни. Първите неолитни поселения в границите на днешния град започват от VI хилядолетие пр.н.е., а от каменно-медната епоха (IV – III хилядолетие пр.н.е.) животът в града не е прекъсвал, което го нарежда сред най-древните постоянно обитавани градове в света. Запазени и консервирани са древни паметници като античния театър, римския одеон, агората (римския форум), римския стадион, късноантична сграда „Ейрене“, епископската базилика, малката базилика и други.
Градът е най-динамично развиващият се център в Южна България. Икономиката му се крепи на добре развитата многопрофилна индустрия, на услугите, туризма и информационните технологии.
В Пловдив се провеждат и множество културни прояви: международният панаир, международният театрален фестивал „Сцена на кръстопът“, „Капана фест“, „Нощта на Пловдив“, музикалният форум Sounds of The Ages, международният фолклорен фестивал „Пловдив“ и др.
Пловдив е избран за европейска столица на културата за 2019 година съвместно с още един европейски град – Матера в Италия. През февруари 2022 година Пловдив заема четвърто място в класацията на туристическия сайт European Best Destinations като най-добра европейска дестинация, като пред него са Амиен, Марбея и Любляна, а списание Forbes USA обявява Пловдив за най-добрата дестинация за културен туризъм в Европа.
Девизът на Пловдив е „Древен и вечен“.

## Име
Град Пловдив съществува без прекъсване от VI хилядолетие пр.н.е., но наименованието му до средата на IV век пр.н.е. не е изяснено. Според някои автори това име е Евмолпия – предположение, основано на сведение от Амиан Марцелин от IV век. на името на тракийският владетел Евмолп.
През 342 г. пр.н.е. градът е завладян от Филип II Македонски, който издига крепостни стени. В по-късните източници градът носи неговото име – Φιλιππόπολις, сиреч „град на Филип“. През следващите столетия градът е наричан на различни езици с варианти на това име. В древността се използва неговата тракийска форма Pulpudeva или Pulpudava, където dava е тракийската дума за град/селище, а Pulpu е видоизмененото име на Филип – от елинските Φίλιππος в именителен падеж или Φίλιππου в родителен падеж. След широко разгърнатите строежи на Флавиевата династия в града, за известно време той е наричан Флавия Филипополис.
В старобългарски източници се използват вариантите Плъвдивъ и Плъпдивъ, а също и Пъпълдин, Пълдин и Плъдин, за всички от които се смята, че водят началото си от тракийското Pulpudeva. От старобългарските форми произлиза и съвременното име Пловдив, изписвано до 1945 г. Пловдивъ. Според Чепинския летопис името е плоднь градь, вероятно със значение на „плодоносен град“ поради плодородието на Тракийската низина около долината на Марица. От гръцката форма Филипополис произлиза и турското име на града – Филибе.
В отделни периоди са използвани и други наименования на града, но те не са били трайни. Някои древноелински източници го наричат Понерополис (буквално „град на крадците/измамниците“), пренебрежително название, насочено вероятно към владеещите града македонци. През Римската епоха се използва и името Тримонциум („Трихълмие“ – заради трите хълма, на които е разположен градът през Античността).
Някои изследователи идентифицират с Пловдив античния град Одрюза, от който са запазени само отделни бронзови монети.
На името на Пловдив са наречени различни обекти:
- Пловдив е името на висок 1040 m връх в планината Тангра на о-в Ливингстън, в Западна Антарктида.
- Пловдив (LZFQ/IMO 8912479) е името на български кораб контейнеровоз с товароподемност 14 000 тона, построен през 1989 г., собственост на Параходство БМФ.
- 3860 Пловдив (1986 PM4) е името на малка планета (астероид) в Слънчевата система, открита през 1986 г. от астрономите ст.н.с. д-р Виолета Иванова и Ерик Валтер Елст.

## География

### Местоположение
Пловдив е разположен в западната част на Горнотракийската низина. През него преминава река Марица – най-пълноводната река в България. Така по естествен начин градът се разделя на две части – северна и южна. На север от Марица е разположен единствено район „Северен“, известен още със старото си наименование Кършияка, а на юг се намира същинската част на града, включваща останалите пет района. Отстои на 15 km северно от Родопите и на 50 km южно от Стара планина. Градът се намира на 150 km от столицата София, на 381 km от Варна и на 255 km от Бургас.

### Административно устройство
Според Закона за териториалното деление на Столичната община и големите градове, територията на град Пловдив е разделена на шест района. Кметовете на градските райони се избират чрез пряко гласуване сред жителите на града. Кметът на община Пловдив заедно с шестте районни кметове представлява местната изпълнителна власт.
| 1. Център 2. Старият град 3. Каменица 1 4. Каменица 2 5. Изгрев 6. Столипиново 7. Изгрев 8. Индустриална зона изток 9. Тракия 10. Индустриална зона Тракия 11. Индустриална зона юг 12. Съдийски 13. Сточна гара 14. Кючюк Париж 15. Въстанически 16. Беломорски 17. Институт по овощарство 18. Остромила 19. Южен 20. Централна гара 21. Коматево 22. Коматевски възел 23. Смирненски 24. Прослав 25. Младежки хълм 26. Отдих и култура 27. Мараша 28. Марица север 29. Захарна фабрика 30. Кършияка 31. Гагарин 32. Индустриална зона север 33. Филипово 34. Шекер махала | 1 2 3 4 5 6 7 8 9 10 11 12 13 14 15 16 17 18 19 20 21 22 23 24 25 26 27 28 29 30 31 32 33 34 |

През 1969 г. селата Коматево и Прослав са присъединени към административните граници на града. През 1987 г. с решение на централната държавна власт са обособени общините „Марица“ и „Родопи“, чийто административен център остава град Пловдив. В последните години жителите на селата Ягодово и Крумово правят постъпки за административно присъединяване към община Пловдив.
На 1 февруари 1877 г. градът е определен за център на Пловдивската губерния. След 1879 г. Пловдив е столица на автономната провинция Източна Румелия и административен център на Пловдивския департамент. От 1885 г. е център на Пловдивското окръжие, а след 1901 г. – на Пловдивската област. От 1949 г. е седалище на Пловдивския окръг, а след 1987 г. – на Пловдивската област.

### Климат
Климатът е умерен, преходно-континентален, типичен за доста централни и южни части на Европа. Средната годишна температура е 12,3 °С. Средната максимална температура през юли е 30,3 °С, а абсолютният максимум е измерен на 5 юли 2000 г.: 45 °С. Средната годишна минимална температура е 6,5 °С, а абсолютният минимум е минус 31,5 °С, измерен в утрото на 24 януари 1942 г. в състояние на температурна инверсия. Средната годишна относителна влажност на въздуха е 73%, като най-висока е през декември (86%), а най-ниска през месец август (62%). Средната годишна сума на валежите е 540 mm, с максимум през май-юни (69,2 mm) и минимум през август (31 mm). Средният годишен брой дни със снежна покривка в Пловдив е 33. Средната височина на снежната покривка е между 2 и 4 cm, а максималната – между 6 и 13 cm. В „града под тепетата“ преобладават слаби ветрове (0 – 5 m/s), като ветровете със скорост до 1 m/s са до 95% в годината. Мъглите са чести през по-хладните месеци, като дните с мъгли за една година средно са 33.
| Климатични данни за град Пловдив | Климатични данни за град Пловдив | Климатични данни за град Пловдив | Климатични данни за град Пловдив | Климатични данни за град Пловдив | Климатични данни за град Пловдив | Климатични данни за град Пловдив | Климатични данни за град Пловдив | Климатични данни за град Пловдив | Климатични данни за град Пловдив | Климатични данни за град Пловдив | Климатични данни за град Пловдив | Климатични данни за град Пловдив | Климатични данни за град Пловдив |
| Месеци | яну.                             | фев.                             | март                             | апр.                             | май                              | юни                              | юли                              | авг.                             | сеп.                             | окт.                             | ное.                             | дек.                             | Годишно                          |
| Абсолютни максимални температури (°C)                                                                                                   | 22,5                             | 25,6                             | 29,8                             | 34,2                             | 36                               | 41,2                             | 45                               | 42,2                             | 38,7                             | 36,8                             | 28                               | 22,1                             | 45                               |
| Средни максимални температури (°C) | 5                                | 8                                | 12                               | 18                               | 24                               | 28                               | 31                               | 30                               | 26                               | 20                               | 11                               | 7                                | 18,3                             |
| Средни температури (°C) | 1,1                              | 3,3                              | 7,6                              | 12,5                             | 17,6                             | 22,0                             | 24,4                             | 24,2                             | 19,3                             | 13,3                             | 7,5                              | 2,2                              | 12,9                             |
| Средни минимални температури (°C) | −3                               | −2                               | 2                                | 6                                | 11                               | 15                               | 17                               | 16                               | 13                               | 8                                | 2                                | −1                               | 7                                |
| Абсолютни минимални температури (°C) | −31,5                            | −29,1                            | −17,9                            | −5,2                             | −0,3                             | 4,5                              | 8,2                              | 5,6                              | 0,2                              | −5,8                             | −17,4                            | −22,5                            | −31,5                            |
| Средни месечни валежи (mm) | 42                               | 32                               | 38                               | 45                               | 65                               | 63                               | 49                               | 31                               | 35                               | 43                               | 47                               | 49                               | 539                              |
| --- | -------------------------------- | -------------------------------- | -------------------------------- | -------------------------------- | -------------------------------- | -------------------------------- | -------------------------------- | -------------------------------- | -------------------------------- | -------------------------------- | -------------------------------- | -------------------------------- | -------------------------------- |
| Източник: MSN Weather, www.weatherbase.com, www.stringmeteo.com, www.stringmeteo.com, Сиракова, Сираков, Дончев. Метеорология за всеки. |                                  |                                  |                                  |                                  |                                  |                                  |                                  |                                  |                                  |                                  |                                  |                                  |                                  |

### Релеф
Пловдивското поле представлява алувиална низина, формирана от река Марица и нейните притоци. От север се издига Средна гора, на изток са Чирпанските възвишения. От юг полето е оградено от склона на Родопа планина, който е стръмен и висок – около 1300 м н.в., прорязан от тесните долини на реките Въча, Стара река, Яденица, Чепинска и др. В града са разположени шест сиенитни хълма (тепета). Небет тепе, Джамбаз тепе и Таксим тепе образуват Трихълмието (Стария град) в централната част на Пловдив. Другите три хълма се казват Джендем тепе, Бунарджик и Сахат тепе; техните по-нови имена са съответно Младежки хълм, Хълм на освободителите и Данов хълм. Смята се, че в миналото тепетата са били 11 на брой, но са унищожени за строителни материали. До началото на ХХ век изчезват Марково тепе и Алтъ тепе, които са разрушени за направа на павета, с които са били постлани пловдивските улици. Говори се за още едно малко тепе, което се е наричало Валели тепе. В града е имало и още едно тепе наричано Топлар тепе. Отделно, в покрайнините на Пловдив е разположено Лаут тепе, което е близо до жп гара Тракия.

### Води
През град Пловдив минава река Марица. Дължината ѝ от околовръстен път „Изток“ до моста на околовръстен път „Запад“ е около 12 719 m. Широчината на речния участък в тази територия варира от 100 до 600 m. Наклонът на реката в района на града е много малък (0,13%), поради което по-голямата част от коритото ѝ е напълно облицовано по двата бряга. В определени участъци е изградена бетонова подпорна стена за предпазване от наводнения. Редовно се извършва почистване на дъното на реката от дървесна и храстовидна растителност, което предпазва града от високите води при наводнения. За участъка от реката, протичащ през територията на Пловдив, има изградено утайково стопанство. Работи се и по реконструкция на канализационната мрежа.
Реките Първенецка и Пясъчник се вливат в Марица на територията на град Пловдив.

### Паркове
На територията на града са разположени няколко сравнително големи парка за обществено ползване:
- Парк „Отдих и култура“ се намира в западната част на града, до Гребния канал, след река Първенецка. Там се намира и Пловдивски зоопарк.
- Парк „Лаута“ се намира в югоизточната част на града, близо до жилищния район „Тракия“.
- Ботаническата градина се намира в източната част на града, южно от булевард „Цариградско шосе“ и западно от квартал „Скобелева майка“.
- Парк „Рибница“ се намира в северната част на града.
- „Цар-Симеонова градина“ – разположена в централната част на града
- Парк „Студенец“ – разположен в квартал Кючюк Париж е голям и просторен парк, обновен сравнително скоро, с играчки и пространства за игри и колоездене

Парковете имат изключително значение за екологията и здравето на град Пловдив.

## История
Животът в Пловдив не е прекъсвал в продължение на почти осем хилядолетия, което прави неговата история изключително богата и интересна. Сегашният град почива върху останките на много предишни селища, което обуславя богатото му културно наследство. Множеството народи, обитавали територията на града, са оставили следи в дебелите над 12 m културни пластове и градежи на Пловдив.

### Античност
Най-старите следи от обитаване на територията на днешния град Пловдив са от VI хилядолетие пр.н.е., когато възникват първите трайни поселения – няколко неолитни селища като това при Яса тепе 1 в квартал Филипово и Яса тепе 2 в квартал Лаута. Най-ранното известно селище на Трихълмието е открито на Небет тепе и датира от каменно-медната епоха (IV – III хил. пр.н.е.). То е обитавано без прекъсване оттогава до наши дни, поради което е смятано за началния етап от развитието на Пловдив. През желязната епоха селището на Небет тепе е укрепен пункт на тракийския народ беси, а през V век пр.н.е. е включено в Одриското царство.
През 342 г. пр.н.е. селището е завладяно от македонския цар Филип II, който му дава своето име – Филипополис, използвано в различни варианти и до днес. По това време градът е обграден със здрави крепостни стени, но към 320 г. пр.н.е. Одриското царство възстановява самостоятелността си. По време на македонското управление и в последвалата Елинистическа епоха Филипополис е превърнат в град и става един от важните центрове на Тракия.
III – I век пр.н.е. е период на политическа нестабилност в Тракия. Одриските царе изпадат в зависимост от Римската република, често избухват междуособици и масови въстания. През 183 г. пр.н.е. Филипопол е превзет от македонския цар Филип V, но малко по-късно одрисите си го връщат. През 72 г. пр.н.е. градът е завладян за кратко от римския пълководец Марк Теренций Варон Лукул по време на похода му срещу бесите, но траките скоро възстановяват властта си над града. В началото на I век тракийски бунтовници обсаждат във Филипопол поддържания от римляните цар Реметалк II.
Филипополис окончателно попада в пределите на Римската империя при създаването на провинция Тракия през 46 г. През Римската епоха градът се превръща във важен пункт на пътя Виа Милитарис, свързващ Сингидунум с Византион. Тук той се пресича с пътища, водещи до Ескус край дунавския лимес и през Никополис ад Нестум до другия основен път на Балканите – Виа Егнация. Като главен град (метрополия) на провинцията, в града се намира седалището на Съюза на траките (Κοινόν των Θρακων), в който членуват представители на отделните градове. Според широко разпространено мнение градът придобива статут на метрополия по времето на император Септимий Север, но според други мнения това е станало още в началото на управлението на император Траян.
От 220 г. Филипополис получава почетна неокорска титла, която дава право на града да има храм, посветен на императорския култ. Това става повод Перинт, седалище на управителя на Тракия, да подчертава своята двойна неокория. За това свидетелстват отсечени в градската монетарница медальони на император Елагабал и официални надписи от времето на Александър Север.
През Римския период във Филипопол се строят обществени сгради – театър, форум, съкровищница, храмове, бани, булевтерион (одеон), мащабен стадион. С разрастването си градът напуска очертанията на Трихълмието и се разпростира в низината, старите укрепления са построени отново, а през 172 г. император Марк Аврелий издига втора крепостна стена, за да обхване разрасналия се град. Тримонциум има мащабна водоснабдителна система, включваща каптажи, резервоари, тръбопроводи и два акведукта – единствените подобни съоръжения в днешна България. Разкопки в съвременния град разкриват само малка част от античното минало на старинния Пловдив.
През 250 г., при първото си голямо нашествие на Балканския полуостров, готите обсаждат Филипопол. Градът е защитаван от римския военачалник Приск. Опитите на император Деций Траян да помогне на обсадените са осуетени след поражението на армията му при Берое. Филипопол е превзет и изцяло опожарен, много от жителите му са избити, други са отведени в плен.
След опожаряването градът се свива в рамките на градските стени, а крайните квартали са изоставени. Едва към средата на IV век той възстановява предишните си размери. Много от унищожените обществени сгради са възстановени, често с по-големи размери от първоначалните.
При реформите на император Диоклетиан в края на III век провинция Тракия е разделена на няколко части и Филипополис става център на една от тях, обхващаща частта от Тракия на запад от Чирпанските възвишения, която запазва същото име.
Филипопол впечатлява мнозина от древните автори. Най-известното описание е на древногръцкия писател от II в. Лукиан от Самосата, който е познавал с най-големи подробности живота в града и е единственият античен писател, чието свидетелство на очевидец е запазено до наши дни.
| „ | Херакъл: Виждате ли, Хермесе и Философийо, две планини – най-големите и най-красивите от всички планини (по-голямата е Хемус, а срещу нея е Родопа), лежащото помежду им плодородно поле, което започва от самите им подножия, и издигащите се три прекрасни хълма, разположени изключително красиво, които съвсем не са безформени в грапавината си, а сякаш представляват множество крепости на лежащия под тях град. Защото вече се вижда и самият град. Хермес: Кълна се в Зевс, Херакле, най-големият и най-красивият от всички! Наистина отдалече блести красотата му. И една огромна река преминава покрай него, като го докосва съвсем отблизо. Херакъл: Това е Хеброс, а градът е дело на прочутия Филип. Вече оставяме облаците и доближаваме земята, така че нека слезем наслуки! | “ |

### Средновековие
След разделянето на Римската империя в края на IV век Филипопол остава в Източната Римска империя, в границите на която е през по-голямата част от следващото хилядолетие. В средата на VI век, при император Юстиниан I, са възстановени и надградени крепостните стени около Трихълмието, а в околностите на града са построени десетки спомагателни укрепления. През следващите десетилетия Тракия е многократно нападана от българи, авари и славяни, а през 584 година самият Филипопол е подложен на неуспешна обсада от аварите.
В началото на VII век около града е изградена втора крепостна стена, която обхваща кварталите на изток и на юг от Трихълмието. По това време в голяма част от Балканския полуостров масово навлизат различни славянски народи. Южно от Филипопол, чак до района на Солун, се установяват драговитите, за които по-късно е създадена Драговитийска епископия в рамките на Филипополската епархия. Няма сведения славяните да нападат града, но се предполага, че славяни се заселват в него по мирен път.
Според източници от VII век Филипополската епархия обхваща епископии със седалище в Диоклецианопол (днес Хисаря) и неидентифицираните Севастопол и Диоспол, а митрополитът е наричан „екзарх на Тракия Драговица“. През VIII век подчинени на филипополския митрополит са още епископите на Берое, Маркели, Литопросопос, Декастера и Леведос.
След създаването на Първата българска държава в края на VII век Филипопол се превръща във важен преден пост на византийското влияние на Балканите. По време на продължителните войни на Империята с България през VIII век в областта на Пловдив са заселени много колонисти от Армения и Сирия, сред които значителен брой привърженици на манихейството и павликянството.
По време на походите на българския владетел Крум през 811 – 813 година, когато той разрушава много тракийски градове и отвежда жителите им на север, населението на Филипопол изоставя града и бяга в по-безопасни области на юг. През 836 година градът е завладян от българския владетел Маламир, като изглежда се предава и смяната на властта става без особени кръвопролития. Филипопол остава в границите на България до 970 година, когато е превзет от киевския княз Светослав I, който разграбва града и набива на кол 20 хиляди негови жители. След изтласкването на киевските войски от Балканите през следващата година Филипопол отново е присъединен към Източната Римска империя.
Филипопол се възстановява бързо след руските кланета, като в града и околностите му отново са заселени павликяни и манихейци от Армения и Сирия. Той става една от основните опорни точки на император Василий II Българоубиец в продължителните му войни, довели до унищожаването на Първата българска държава. От средата на XI век градът е под заплахата на нападенията в Тракия на печенеги и кумани, както и на продължителното павликянско Въстание на Травъл, поради което около него са изградени допълнителни укрепления. Император Алексий I Комнин пребивава известно време във Филипопол, полагайки усилия за налагането на православието сред павликяните. По думите на дъщеря му Анна Комнина по това време градът и околностите му са изцяло „манихейски“, а жителите му са „най-безбожни“ и „по природа независими и непокорни“.
През Филипопол сравнително мирно преминават Първият (1096) и Вторият кръстоносен поход (1149), като в града се обособява Латински квартал със западноевропейски търговци и занаятчии. При Третия кръстоносен поход през 1089 година гарнизонът и много жители изоставят града и той е завзет и разграбен от войските на император Фридрих I Барбароса, които остават там в продължение на шест месеца.
През следващите години Филипопол е засегнат от засилващата се политическа нестабилност в региона. През 1193 година управителят на филипополската тема Константин Ангел Дука се обявява за император, но е заловен и ослепен. През 1196 година за управител на областта е назначен българският болярин Иванко, но през 1198 – 1200 година той управлява самостоятелно в съюз с България. През 1204 година Четвъртият кръстоносен поход превзема Константинопол и поставя началото на Латинската империя, а Филипопол става столица на васално на императора херцогство. През 1205 година кръстоносците са принудени да напуснат града, опожарявайки част от него, а малко по-късно той е превзет с нови разрушения от българския цар Калоян. Градът остава под български контрол до Филипополската битка през 1208 година, когато херцозите успяват отново да наложат властта си.
Филипопол вероятно е окончателно загубен от херцозите след Битката при Клокотница през 1230 година, макар че херцогството продължава да съществува формално поне до края на 40-те години. През следващите 140 години градът осем пъти преминава по мирен или военен път от български под византийски контрол и обратно, като е в границите на България през 1230 – 1246, 1254 – 1256, 1257 – 1277, 1322 – 1332 и 1344 – 1371 година.

### Под османска власт
Филипопол е завладян от Османската империя през 1371 година. След Черноменската битка войските на бейлербея Лала Шахин напредват към града, българският гарнизон го изоставя и жителите, водени от митрополита, се предават доброволно. Филибе е превърнат в султански хас в границите на паша-санджака на Румелийския еялет. Градът е тежко засегнат от войните през Османското междуцарствие – първоначално контролиран от Сюлейман Челеби, през 1410 година той е превзет от Муса Челеби, който разрушава крепостните стени, избива много от жителите, а други изселва от града.
С разрушени укрепления и попаднал дълбоко във вътрешността на Османската империя, Филибе губи стратегическото си значение на крепост, но в средата на XV век османците извършват мащабно преустройство на града, съпътствано със значителни обществени строежи. Западно от Трихълмието е изграден главният мюсюлмански храм Джумая джамия, построен е нов мост през Марица, северно от който се образува кварталът Кършияка. Близо до моста бейлербеят Шахбедин паша основава голям имарет, от който днес е запазена Имарет джамия. Между моста и Джумая джамия се оформя район с много нови ханове и пазари, който остава търговския център на Пловдив до края на османската епоха, но до голяма степен е унищожен през XX век.
Освен значителното мюсюлманско население, установило се в града през този период, там се запазват и значителни ромейска, българска, арменска и павликянска общности, както и по-малка, но активна в стопанския живот група дубровничани. През XVI век в Пловдив се заселват голям брой сефарадски евреи, а през XVII век пристига компактна група арменци от Галиция. През XVII век част от павликяните приемат католицизма, а останалите постепенно губят идентичността си. По това време започва и по-бързото нарастване на българското население в града.
През XVIII век Пловдив се утвърждава като водещ икономически център във вътрешността на Балканския полуостров с продължаващото разрастване на традиционното абаджийство и други текстилни производства. Градът не е пряко засегнат от безредиците на кърджалийството в края на столетието, но те довеждат до заселването на много бежанци – българи от Тракия и гърци от Епир и Тесалия.
През 1738 г. населението на Пловдив, както на всички важни градове в европейската част на Османската империя, е преобладаващо турско. През следващите десетилетия православното население постепенно нараства и в средата на XIX век то вече надхвърля половината жители. Това става главно за сметка на миграция от околните български и гръцки (в Станимашко) села, но в града идват и някои богати гръцки, влашки и български търговски фамилии (от Македония, Епир, Копривщица).
Краят на безредиците и относителната либерализация след Гюлханския хатишериф от 1839 година дават нов тласък на стопанския живот – абаджийското производство започва да се концентрира в по-големи предприятия, създадени са търговски къщи с мащабна дейност от Манчестър до Калкута, през 1845 година Михалаки Гюмюшгердан основава първата текстилна фабрика. Водеща роля в този процес имат българската, арменската и гръцката общност. През този период много от църквите в града са реконструирани, строят се и нови, основани са първите модерни училища на различните общности – българи, гърци, арменци, католици. В Пловдив работят много представители на Брациговската, Дебърската и Самоковска школа, формира се характерният стил на пловдивската къща.
През 1850 година българската общност в Пловдив основава първото класно училище, което през 1868 година става втората гимназия в България след Априловската гимназия в Габрово. През 50-те години градът е в центъра на българо-гръцкия църковен конфликт. Нежеланието на гръцката общност да разреши богослужението на български език в част от православните църкви в града довежда до отстраняването на прогръцкия митрополит Хрисант, физически сблъсъци между двете страни и въвеждане на богослужение на български в катедралата „Света Богородица“. След отделянето на Българската екзархия до 1906 година в Пловдив има двама православни митрополити – български и гръцки.
Според свидетелства на посетили града през 1870 година американски мисионери, той има 30 хиляди жители, като 15 хиляди от тях са турци, 9 хиляди православни българи, 2 хиляди българи католици, 2 хиляди гърци, а останалите – главно евреи и арменци. Те определят Пловдив като най-важният културен и политически център на българите след столицата на Империята Цариград.
През 1874 година Пловдив е свързан с железопътна линия до Цариград.
Българската общност в Пловдив участва и в революционната дейност в края на XIX век. През 1869 година в града е създаден комитет на Вътрешната революционна организация. В плановете за Априлското въстание през 1876 година се предвижда запалването на голям пожар в Пловдив, който да предизвиква паника – опит за това е направен, но изгарят само няколко дюкяна. Някои участници в пловдивския комитет се включват във въстанието на други места. След потушаването на въстанието много жители на разбунтувалите се селища са отведени в Пловдив, където част от тях са съдени, а мнозина са обесени по улиците на града.
По време на Руско-турската война Пловдив е завзет от руските войски в средата на януари 1878 година. Генерал Йосиф Гурко с командвания от него Западен отряд достига Кършияка на 15 януари. Самият Пловдив е превзет от един драгунски ескадрон, командван от капитан Александър Бураго, който пресича реката с разузнавателна мисия, но предизвиква паника сред османските сили и за няколко часа установява контрол над града.

### След Освобождението
При Временното руско управление губернатор на Пловдив е генерал Николай Веляминов, а от май до октомври 1878 година в града е седалището на цялата руска администрация в България, начело с княз Александър Дондуков-Корсаков. През този период е възстановен изгореният през войната мост над Марица, създадена е Дондуковата градина, основано е първото българско военно училище, преместено през ноември в София. От Виена в Пловдив е преместена печатницата на Христо Г. Данов, в която започва да се печата първият български вестник след Освобождението – „Марица“.
През юли 1878 година е сключен Берлинският договор, който създава Източна Румелия – област с широка автономия, чиято столица става Пловдив. В града се установяват генерал-губернаторът, правителството, областното събрание, централните съдилища и военното командване на областта. През следващите години са създадени първата публична библиотека с музей, първият български професионален театър, девическото училище е преобразувано в гимназия, католическото – във френски колеж. През 80-те години в Пловдив работят водещите български писатели – Иван Вазов, Петко Славейков, Захарий Стоянов, Константин Величков. Според проведеното през 1884 година първо преброяване Пловдив има 33 хиляди жители, половината от които са българи, а останалите главно турци, гърци, евреи и арменци. Той е най-големият град в Княжество България и Източна Румелия, следван от Русе с 26 хиляди жители. През 80-те години започва постепенна индустриализация на града – създадени са фабрики за спирт (1882), бира (1882), сапун (1884), няколко частни и държавна печатница, механизира се традиционната преработка на тютюн.
Още със създаването на Източна Румелия въпросът за нейното обединение с останалата част от България е основен за политическия живот на областта. През 1885 година Пловдив е в центъра на събитията около Съединението – тук действа Българският таен централен революционен комитет, местният военен гарнизон отстранява правителството на областта, а новите власти обявяват присъединяването на Източна Румелия към Княжество България. Днес 6 септември, Денят на Съединението, се чества и като празник на град Пловдив.
В годините след Съединението много видни пловдивчани се преселват в София, където заемат водещи позиции в политическите, деловите и културните среди. Въпреки това градът запазва статута си на основен административен и стопански център в Южна България. През 1888 година е удължена железопътната линия, която вече свързва Пловдив със София. През 1891 година е завършен първият модерен водопровод, доставящ вода от село Сотир, а през 1896 година е утвърден първият градоустройствен план. През 1892 г. Пловдив е домакин на Първото българско изложение с чуждестранно участие, което се превръща в редовно събитие, днес Международен панаир Пловдив. През следващите години продължава индустриализацията на града – от София е пренесена нова фабрика за сапуни и други химикали (1893), създадена е първата голяма мебелна фабрика, както и предприятия за производство на парфюмерия (1895) и тухли (1897).
В началото на XX век Пловдив израства като голям промишлен и търговски център със силно развита лека и хранително-вкусова промишленост. През 1904 година голям пожар унищожава много сгради в занаятчийския квартал Капана. Продължава тенденцията на изселване на турското население от града, а през 1906 година избухват антигръцки погроми, при което са дадени жертви от двете страни. През следващите месеци гръцките църкви са присвоени от Българската екзархия, а голяма част от гърците напускат Пловдив. В навечерието на Балканските войни населението наближава 50 хиляди души, като най-бързо нараства делът на циганите (от 0,3% през 1884 до 7,3% през 1910 година).
След Балканските войни в Пловдив пристигат към 8 хиляди бежанци от Македония и Източна Тракия. Първоначално настанени в неизползвани обществени сгради, скоро те създават кварталите Кючук Париж, Борислав, Кирпич махала, Сарай кър. Процесът на самонастаняване в свободни терени продължава с новата бежанска вълна след Първата световна война и със значителната имиграция от селата в Родопите. През 1920 година населението на града вече е 64 хиляди души, а през 1926 година – 85 хиляди души.
Бързото нарастване на населението силно затруднява общината в поддържането на основни публични услуги. През 1927 година започва електрификацията на града, завършена в края на 20-те години. През 1928 година Пловдив е тежко засегнат от Чирпанското земетресение, като една трета от сградния фонд е напълно разрушена. През междувоенния период е разрушена голяма част от старата чаршия на града, включително големи сгради като Куршум хан.
В междувоенния период продължава индустриализацията на Пловдив. През 1922 година е основано металообработващото предприятие „Балкан“, което скоро става едно от водещите в града и е последвано от други фабрики в този сектор. Край завода на „Балкан“ са построени първите хладилни складове, които произвеждат и лед. Тютюневата промишленост се модернизира и продължава да играе важна роля, като във връзка с нея са създадени нови фабрики за хартия и опаковки. Построени са няколко нови големи консервни и текстилни фабрики, а с ограниченията в международната търговия през 30-те години – и някои химически производства. През 1932 година е открито летище, а през следващата година – железопътни линии до Панагюрище и Карлово.
През 1939 г. в Пловдив има над 16 000 занаятчии и над 17 000 работници във фабрики, предимно в хранителната и тютюневата промишленост. Населението на града е 106 хиляди души. В годините на Втората световна война се разширява тютюневата промишленост и търговията и износа на плодове и зеленчуци, но други сектори са тежко засегнати от срива в международната търговия. През март 1943 година Пловдив е основен център на съпротивата срещу депортирането на евреите – в града са арестувани 1500 души, но ден по-късно са освободени след намесата на митрополит Кирил и други видни общественици. В началото на 1944 година градът е бомбардиран от британската и американската авиация като на 17 април е първата голяма бомбардировка, последвана от големи пожари в града.
След Деветосептемврийския преврат през 1944 година и Пловдив е засегнат от вълната на насилие при налагането на комунистическата власт, само т.нар. Народен съд осъжда на смърт 328 души и стотици други на продължителен затвор, много граждани са изселени или изпратени в лагери. През 1946 – 1947 година са национализирани промишлените предприятия, които след това са обединени, с което е ликвидирана конкуренцията в отделните сектори. Занаятчийските дейности също започват да се обединяват в контролирани от държавата кооперации.
През 1945 година в Пловдив е създаден университет, разделен по-късно на Медицински и Аграрен. През 1948 година е приет нов градоустройствен план и е прокопан тунелът под Джендем тепе, но поради липса на финансиране той дълго остава неизползваем.
В годините на Народната република в Пловдив са построени мащабни индустриални предприятия като Комбинат за цветни метали, Текстилен комбинат, Електроапаратурен завод, Тютюнев комбинат, Консервен комбинат, Комбинат за мотокари и др. През 1954 година е открит стадион „Пловдив“, а през 1954 – 1956 година е изградена тролейбусна мрежа на градския транспорт, както и емблематичният за града хотел „Тримонциум“.
През 1960 година населението на града достига 181 хиляди души, а през 1970 година – 264 хиляди. През 60-те и 70-те години на века се извършва масирано строителство, оформят се съвременните жилищни комплекси. През 70-те и 80-те години са разкрити много от археологическите паметници в Пловдив, изцяло е реставриран Старият град.
През 1990 г. е завършен спортният комплекс „Пловдив“, включващ един от най-големите стадиони и най-голямата гребна база в България. През 1999 г. в „Града на хълмовете“ се провежда Европейският месец на културата.

## Население
(Броят на населението е показан в хиляди)
| Година | 1887                        | 1910 | 1934 | 1946  | 1956  | 1965  | 1975  | 1985  | 1992  | 2001  | 2005  | 2009  | 2011  | 2013  | 2016  | 2017  | 2018 | 2019 |
| Население | 33                          | 48   | 99,9 | 126,6 | 161,8 | 225,5 | 299,6 | 342,1 | 341,1 | 338,2 | 341,9 | 348,5 | 338,2 | 341,0 | 343,4 | 345,2 |      |      |
| | Най-голям брой 348,5 в 2009 |      |      |       |       |       |       |       |       |       |       |       |       |       |       |       |      |      |
| Източници: Национален статистически институт, „citypopulation.de“, „pop-stat.mashke.org“, Географски институт при БАН |                             |      |      |       |       |       |       |       |       |       |       |       |       |       |       |       |      |      |

### Брой на населението
Според данните на НСИ към 31.12.2019 г., Пловдив е вторият по големина град в България с 347 851 жители, а община Пловдив (включваща единствено град Пловдив) е втора в България след Столична община и преди община Варна (345 369 – включваща град Варна и още 5 населени места).
Етническа структура на града в Източна Румелия и Третата българска държава:
| Население | общо           | българи         | турци         | евреи        | гърци         | арменци      | роми         | други        |
| --------- | -------------- | --------------- | ------------- | ------------ | ------------- | ------------ | ------------ | ------------ |
| 1878      | 24 053         | 10 909          | 5558          | 1134         | 4781          | 806          | 865          | 902          |
| 1884      | 33 442 (100%)  | 16 752 (50,09%) | 7144 (21,36%) | 2168 (6,48%) | 5497 (16,44%) | 979 (2,93%)  | 112          | 902 (2,70%)  |
| 1887      | 33 032         | 19 542          | 5615          | 2292         | 3930          | 903          | 348          | 492          |
| 1892      | 36 033         | 20 854          | 6381          | 2696         | 3906          | 1024         | 237          | 935          |
| 1900      | 43 033         | 24 170          | 4708          | 3602         | 3908          | 1844         | 1934         | 2869         |
| 1910      | 47 981         | 32 727          | 2946          | 4436         | 1571          | 1794         | 3524         | 983          |
| 1920      | 64 415         | 46 889          | 5605          | 5144         | 1071          | 3773         | 1342         | 591          |
| 1926      | 84 655         | 63 268          | 4748          | 5612         | 549           | 5881         | 2746         | 1851         |
| 1934      | 99 883         | 77 449          | 6102          | 5574         | 340           | 5316         | 2728         | 2374         |
| 1939      | 105 643 (100%) | 82 012 (77,63%) | 6462 (6,12%)  | 5960 (5,64%) | 200 (0,19%)   | 6591 (6,24%) | 2982 (2,82%) | 1436 (1,36%) |

Пловдив е третият по големина български град преди и по време на Освобождението след Русе и Варна. Според данни от 1880 г. в града живеят 24 053 души. След Съединението за няколко години става най-голям град с 33 032 жители, срещу 30 428 жители на София. Според преброяването от 1946 г. Пловдив е вторият по-големина град в България със 126 563 души, срещу 366 801 за София.
В Пловдив освен българи, живеят и турци, гърци, арменци, евреи и цигани. Етнически обособени квартали в Пловдив са „Хаджи Хасан махала“, „Шекер махала“, „Харман махала“ и „Столипиново“.

### Религии
В града преобладава православието, като има население и от всякакви други клонове, самоопределящи се като християнски – западнокатолици, източнокатолици, арменско-апостолическо изповедание, протестанти (баптисти, конгрешани, петдесятници и др.), мормони, адвентисти и др. Конгрешанският Съюз на евангелските съборни църкви има в Пловдив две църкви – Евангелска съборна църква и Арменска евангелска църква.
Пловдив е седалище на Пловдивската епархия на Българска православна църква. През 2007 г. за митрополит на епархията е избран негово високопреосвещенство Николай Пловдивски.
Покровител на града е свети апостол Ерм, един от седемдесетте апостоли на Иисус Христос.
В града има мюсюлманска и еврейска общност. Има храмове на всички религии.

### Храмове
- Катедрален храм „Свето Успение Богородично“ (1844 г.)
- Храм „Света Петка Нова“ (1888 г./1977 г.)
- Храм „Свети свети Константин и Елена“(1832 г.)
- Храм „Света Неделя“ (1832 г.)
- Митрополитски храм „Света Марина“ (1851 г.)
- Храм „Свети Николай“ (1835 г.)
- Храм „Свети Димитър Солунски“ (1838 г.)
- Храм „Свети Иван Рилски“ (1931 г.)
- Храм „Света Троица“ (1924 г.)
- Храм „Свето Преображение Господне“ (2012 г.)
- Храм „Свети Георги“ (1909 г.)
- Храм „Света Петка“ или „Света Параскева“ (1836 г.)
- Храм „Св. св. Кирил и Методий и Свети Александър Невски“ 
(1884 г.)
- Католическа катедрала „Св. Лудвиг“ (1861 г.)
- Католически храм „Дева Мария Лурдска“ (1909 г.)
- Евангелска съборна църква (1876 г.)
- Арменска апостолическа църква (1828 г.)
- Джумая джамия
(1421 г./1451 г.)
- Имарет джамия
(1444 г./1445 г.)
- Пловдивска синагога
(1886 – 1887 г.)

## Политика

### Кмет на Пловдив
През 2023 година на местните кметски избори за кмет на Община Пловдив е избран Костадин Димитров който дотогава изпълнява длъжността кмет на район „Тракия“. Встъпва в длъжност на 8 ноември същата година.

### Общински съвет
Общинският съвет, състоящ се от 51 общински съветници, е избран по пропорционалната система чрез партийни листи. Настоящият му състав е определен след местните избори, проведени през 2019 г.
Разпределение на местата в Общинския съвет
| Партия или сдружение | Партия или сдружение                                                     | 2011 | 2015 | 2019 |
| -------------------- | ------------------------------------------------------------------------ | ---- | ---- | ---- |
|                      | ГЕРБ                                                                     | 19   | 18   | 17   |
|                      | НФСБ / Коалиция за Славчо Атанасов: Патриотичен фронт – НФСБ и ВМРО      | 2    | 8    | 5    |
|                      | Костадин Димитров                                                        | 0    | 6    | -    |
|                      | Съюз за Пловдив                                                          | 3    | 6    | 5    |
|                      | БСП                                                                      | 7    | 5    | 7    |
|                      | Земеделски съюз „Александър Стамболийски“                                | 3    | 4    | 5    |
|                      | Кауза Пловдив                                                            | 2    | 4    | 5    |
|                      | Синя коалиция, Атака и Гиньо Матев – независим                           | 5    | 0    | -    |
|                      | НДСВ                                                                     | 5    | 0    | -    |
|                      | ДПС                                                                      | 3    | 0    | 1    |
|                      | Обединени земеделци                                                      | 1    | 0    | -    |
|                      | „ДЕМОКРАТИЧНА БЪЛГАРИЯ – ОБЕДИНЕНИЕ“ (ДА България, ДСБ, Зелено движение) | -    | -    | 4    |
|                      | коалиция „Ние, Гражданите“                                               | -    | -    | 1    |
|                      | ВОЛЯ                                                                     | -    | -    | 1    |
|                      | Общо                                                                     | 51   | 51   | 51   |

### Международно сътрудничество
Чуждестранни дипломатически представителства
- Армения, почетно консулство (ул. „Турист“ 2)[89]
- Германия, почетно консулство (ул. „Съборна“ 7)[90]
- Италия, почетно консулство (ул. „Петко Каравелов“ 26)[91]
- Русия, почетно консулство (ул. „Тодор Самодумов“ 8)[92]
- Турция, генерално консулство (ул. „Филип Македонски“ 10)[93]
- Украйна, почетно консулство (ул. „Цар Калоян“ 8)[94]
- Франция, почетно консулство (ул. „Драган Цанков“ 34А)[95]
- Молдова, почетно консулство (бул. „Христо Ботев“ 49)[96]

Побратимени градове
- Бърно, Чехия[97]
- Бурса, Турция[97]
- Валенсия, Венецуела[97]
- Гюмри, Армения[97]
- Донецк, Украйна[97]
- Джида, Саудитска Арабия[97]
- Екатеринбург, Русия[97]
- Истанбул, Турция[97]
- Иваново, Русия[97]
- Колумбия, Южна Каролина, САЩ[97][98]
- Костур, Гърция[97]
- Кошице, Словакия[97]
- Куманово, Северна Македония[97]
- Кутаиси, Грузия[97]
- Лайпциг, Германия[97]
- Лесковац, Сърбия[97]
- Луоян, Китай[97]
- Окаяма, Япония[97]
- Охрид, Северна Македония[97]
- Петра, Йордания[97]
- Познан, Полша[97]
- Рим, Италия[97]
- Самарканд, Узбекистан[97]
- Санкт Петербург, Русия[97]
- Солун, Гърция[97]
- Тегу, Южна Корея[97]
- Шънджън, Китай[99]

## Забележителности
Въпреки че е разположен на територията на друга община, мемориалният комплекс „Освободители на Пловдив“ се счита за паметник на Пловдив.

### Античен град
Античният театър на Филипопол, погрешно известен и като Амфитеатъра, е най-голямото постижение в областта на реставрацията на паметниците от античността в България. Построен е в края на I век, по времето на римския император Домициан. Театърът е разположен в естествената седловина между Джамбаз тепе и Таксим тепе. Театронът е разчленен на два ранга от по четиринадесет реда седалки, отделени с хоризонтална пътека (диазома). Вероятно театърът е побирал около 3500 зрители. От южната страна на полукръглата орхестра се издига триетажната сценична постройка, украсена с фризове, корнизи и статуи. Театърът е проучен археологически от ст.н.с. Лилия Ботушарова, консервиран и реставриран под ръководството на арх. Вяра Коларова в периода 1968 – 1984 г. Тук се провеждат редица културни прояви, сред които Верди фестивал и Международният фолклорен фестивал.
Римският одеон е реставриран през 2004 г. Построен е през II-V в. и е вторият (или малкият) античен театър на Филипополис със седалки за 350 зрители. В действителност сградата е строена като булевтерион – седалище на градското събрание и по-късно е била реконструирана и пригодена за нуждите на покрита театрална сграда.
Римският форум на Филипопол от времето на император Веспасиан през I в. и доизграден през II в. се намира до днешната Централна поща в град Пловдив и в непосредствена близост до Римския одеон. Заема площ от 11 ха и е бил заобиколен от магазини и обществени сгради. Тук са се фокусирали главните улици на Древния Филипопол. Форумът е бил средоточие на административния, икономическия, културния и религиозния живот на античния град. Провеждали са се събрания, дебати, празници, държавни дела. Комплексът има почти квадратен план с размери 143 X 136 m.
Римският стадион на Филипопол е най-значителният паметник на античния град. Разположен е между източния склон на Сахат тепе и западния склон на Таксим тепе, в рамките на укрепения античен град. Простира от днешния площад „Римски стадион“ до площад „Каменица“ – стълбичките със статуята на Мильо. Построен е през II в. по времето на император Адриан, по модел на Делфийския стадион. Стадионът има дължина приблизително 240 m и широчина 50 m. Дължината на пистата е един римски стадий (около 600 римски стъпки). Съоръжението е побирало до 30 000 зрители, които са наблюдавали спортни състезания – Питийски, Александрийски и Кендрисийски игри. Понастоящем се виждат северната дъга на стадиона с 14 реда седалки, засводеният северен вход (сфендона), подземна улица и част от пистата.
Археологически комплекс „Ейрене“ се намира се в южното подножие на Трихълмието, от северната страна на античната улица в подлез „Археологически“. Комплексът представлява останки от представителна сграда, строена през III – IV в. и по всяка вероятност ползвана като резиденция от виден гражданин на Филипопол. Съществуват няколко версии коя е Ейрене, изобразена на подовата мозайка в представителната зала на богатия дом: името на собственичката, името на тракийската богиня Ейрене (мир) или Ейрене – християнското име на Пенелопа, девойка от гр. Мегадон, приела християнството през II в. В представителната част на сградата помещенията са с многоцветни подови мозайки, които впечатляват със своите геометрични и фигурални изображения.
На хълма Небет тепе се намират останки от първото праисторическо селище на Трихълмието, което през XII век пр.н.е. в прераства в древнотракийския град Евмолпия, един от първите градски центрове в Югоизточна Европа. Разкритите здрави крепостни стени, ограждащи светилище и аристократичен дворец, са основните компоненти, характеризиращи селищата през тази епоха. Най-старата част на крепостта е изпълнена без каквато и да е спойка, с големи сиенитни блокове, в т.нар. циклопски градеж. Стражите са си осигурили достъп до водата на река Марица от крепостта по едва забележими врязани в лицето на стръмната скала стъпала.
- Антични паметници
- Античен театър
- Уличка в Стария град
- Епископската базилика на Филипопол
- Голяма базилика
- Античен одеон
- Античен стадион
- Форум
- Небет тепе
- Малката базилика на Филипопол
- Малка базилика
- Източна порта
- Античен резервоар за вода на Небет тепе
- Акведуктът на Коматевско шосе
- Крепостни стени на Филипопол
- Хисар капия
- Южна кръгла кула в крепостната стена на Трихълмието, III в.
- Цар-Симеоновата градина

### Архитектурно-исторически резерват „Старинен Пловдив“
Къщи, строени през Възраждането от дървена скелетна конструкция с пълнеж от непечени тухли (кирпич) или от тънки плоски печени от глина, на два ката паянта върху каменно-хоросанови темели и приземие.
Повишените икономически възможности на населението през XVII век водят до появата на нов тип градско жилище, т.нар. „пловдивска къща“. В развитието си през XVIII и XIX век тя преминава през два основни периода – несиметричен и симетричен. Най-старите образци на пловдивската къща датират от средата и края на XVIII век и са представители на несиметричния архитектурен стил. По-забележителни паметници на несиметричния стил са Фурнаджиевата къща, къщата на ул. „д-р Стоян Чомаков“, къща „Клианти“ и др. Появата на пловдивската симетрична къща се отнася към 30-те години на XIX век. Богаташките са симетрични (овален салон с по четири стаи в ъглите) и раздвижени с еркери и клюкарници на горния етаж. Типични симетрични сгради в Пловдив са домовете на Куюмджиоглу, на Димитър Георгиади, на Георги Мавриди, на д-р Стоян Чомаков, на д-р Димитър Бирдас и др.
Най-богатите имат в двора гивгирена (сиреч масивно засводена, огнеупорно-негорима) мааза за ценни стоки (Андреа Георгиади къща на СУБ и др.; единствената останка от Чалъковата къща, превъзхождала Куюмджиоглу по великолепие е гивгирената ѝ мааза на Янгънлъка/пожарището на Таксим тепе, северозападно над античния театър); имат гивгирена щерна (цистерна, резервоар за дъждовната вода от покрива за пране и къпане) с изваян мраморен кладенец, бакърен капак и кован чекрък; някои имат към кухненската слугинска пристройка, дори и турска баня с пералня (Хиндлиян, Хаджи Драган Калофереца).
Многоцветно изписани както отвън, още повече отвътре, някои стенописи са високохудожествени, като пейзажно изографисаните „алафранга“ ниши. Така също дърворезбените слънца на таваните, шашарма юклуците (дълбоки долапи с орнаментални врати), стълбищните парапети, мраморните чешмяни корита и плочи са всепризнати шедьоври на майсторството.
Криволичещите по стръмнините на трите тепета улички изненадващо разкриват несравними гледки; множеството църкви са солидно изградени от камък и засводени, в неделя сутрин отвсякъде ехти камбанен звън. След края на „народната власт“ градът е обезлюден от обитателите-кореняци, от бабичките с дантелите, насядали на бяло сладко в клюкарника; от старите семейства с бебетата им.
- Старият Пловдив
- Балабанова и Чохаджиевата къща
- Балабановата къща (вляво)
- Ламартинова къща
- Църква Св. св. Константин и Елена
- Къща Клианти
- Етнографски музей
- Улички в Стария град
- Къщи в Стария град
- Стария град
- Улица в Стария град
- Хисар капия
- Къща на Димитър Георгиади
- Къща Хиндлиян

### Главната улица на Пловдив
„Главната“ е основната пешеходна зона в центъра на град Пловдив с множество забележителности и е най-дългата пешеходна зона в Европа – 1750 м. Паркът „Цар-Симеонова градина“ е основан от Люсиен Шевалас през 1862 г. и е в самото начало на централния комплекс. Много пловдивчани и гости на града се радват на поддържаните зелени площи, като в самия парк се намира една от атракциите – „Пеещите фонтани“, любимо място през летните горещини. Самата улица започва от площад „Централен“ пред сградата на Централна поща и продължава с една от емблемите на града – фонтанът „Копчетата“ (кръстен на седалките около фонтана), който вечерно време се осветява и създава неповторима атмосфера. По продължение на „Главната“ от двете и страни стоят прекрасни старинни сгради от края на XIX век с множество модерни магазини. Има голям брой павирани разклонения и пешеходни зони, като например Капана и резерват „Старинен Пловдив“. Централната улица е разделена на две части от малкия площад „Римски стадион“ (Джумаята), като под него се намира едноименният реставриран старинен комплекс. В близост са Старият град със запазена възрожденска архитектура, множество археологически разкопки и уникалният Античен театър.
- Поглед над главната пешеходна улица и пл. „Стефан Стамболов“
- Площад „Стефан Стамболов“ разположен на главната улица
- Фонтанът с пеликаните пред сградата на Община Пловдив
- Стълбите на Каменица

### Квартал Капана
Капана е арт-квартал, културно и занаятчийско средище и пешеходна зона в същинския център на Пловдив. Състои се от плетеница от малки еднотипни улички, носещи имената на различните занаяти, които са се практикували в дюкяните по тях. Капана е единствения по рода си „квартал на творческите индустрии“ в България.
- Улица в Капана

### Пловдивските тепета
Пловдивските тепета – тепето с часовниковата кула (Сахат тепе или още Данов хълм), тепето на изворите (Бунарджик) и тепето на духовете (Джендем тепе или Младежки хълм), през 1995 г. са обявени за природно-защитени територии. Тепето на духовете има надморска височина (кота терен) 307 m. В центъра на града се намират „Цар Симеоновата градина“ и „Дондуковата градина“, които са сред първите паркове в България.
- Тепетата на Пловдив
- Младежки хълм
- Небет тепе
- Бунарджикa

### Пеещите фонтани
Едно от любимите места на хората в сърцето на Пловдив – Пеещите фонтани, са с чисто нова визия. Новият облик на Голямото езеро/Пеещите фонтани/ е такъв, че да се доближава максимално до своя някогашен първообраз, но представя и съвсем нов и модерен мултимедиен спектакъл. След падането на мрака фонтаните се осветяват, зазвучава музика и в ритъм с нея водните струи и цветовете се променят. Мелодиите са предимно класическа музика, популярни от миналото български хитове и познати танго мотиви. Част от фонтаните се намират извън големия басейн и през топлите дни са любимо място за игра на децата.
- Фонтан в Цар-Симеоновата градина
- Фонтанът в Цар-Симеоновата градина
- Пеещите фонтани от птичи поглед
- Пеещите фонтани през нощта

## Икономика и инфраструктура

### Икономическа характеристика
Пловдив е един от най-значимите икономически центрове на България. Област Пловдив произвежда около 8,0% от брутния вътрешен продукт на страната по данни от 2017 г. През 2015 г. в областта работят над 35 хил. фирми, в които се трудят 281,3 хил. души. Благоприятни фактори за това са централното географско разположение и сравнително добрата инфраструктура. Пловдив има международно летище, интермодален терминал, в близост до града минава автомагистрала „Тракия“, има добре развита система от първокласни пътища и железопътна мрежа. През 1895 г. е основана Пловдивската търговско-промишлена камара. В града действат още Стопанска асоциация – Пловдив, Пловдивска стокова борса, Свободна безмитна зона.
Традиционно развити са отраслите преработваща промишленост, търговия, транспорт, комуникации и туризъм. От гледна точка на инвестициите с най-голям дял е промишлеността, следвана от търговията. В близост до града е изградена Тракия икономическа зона, една от най-големите индустриални зони в Източна Европа. Сред големите компании в региона са Електроразпределение Юг (енергетика), ПИМК (транспорт), Инса Ойл (горива), Либхер (машини и оборудване), Магна Пауъртрейн (машини и оборудване), Белла България (храни), Сокотаб (цигари), АББ България (машини и оборудване), Шнайдер Електрик (машини и оборудване), Филкаб, КЦМ (метали), ЕАЗ, Агрия (химическа промишленост), производителят на опаковки Дунапак Родина, производителят на мотокари Балканкар Рекорд, производителят на обувки Флавия, текстилното предприятие Марицатек, стъкларският завод Дружба.

### Промишленост
Пловдив е един от водещите индустриални центрове в България. Областта се нарежда на първо място в страната по брой заети в преработващата промишленост (над 69 хил. през 2014 г.), което свидетелства за силната ѝ промишлена специализация. Промишлеността е с основен принос за инвестициите в пловдивския регион. Пример за това е Тракия икономическа зона, която се откроява като един от най-мащабните икономически проекти в България. Зоната обединява 6 индустриални парка около Пловдив (ИЗ Марица, ИЗ Раковски, ИЗ Куклен, Агроцентър Калояново, Високотехнологичен иновационен парк Тракия и Образователен и високотехнологичен парк Пловдив) с обща площ 10 700 000 м². Привлечени са над 114 инвеститори, който са реализирали инвестиции от над 1 млрд. лв. и са открили повече от 15 хил. работни места.
Традициите на Област Пловдив в промишлеността датират от десетилетия. Пловдивският Завод за пишещи машини е известен с производството на пишещи машини „Марица“, „Хеброс“, както и ксерографи. През 70-те и 80-те години на XX век, като част от българската компютърна индустрия, в града работят
- Завод за сензори и сензорни устройства (ЗССУ), произвеждащ компютри „Пълдин“
- Заводът за запаметяващи устройства (ЗЗУ) произвежда ЗУМЛ
- Завод за периферни устройства (ЗПУ) – флопи-дискови устройства (ЗУГМД),
- Завод „Кочо Цветаров“ – гъвкави магнитни дискове (дискети)
- Заводския комплекс „Оптични технологии“ – лазерна апаратура, а неговият наследник „Оптела – Лазерни технологии“ и днес е водещ производител на мощни CO2 индустриални лазерни източници и на двуосни индустриални лазерни системи[109].

През 60-те години на XX век в Пловдив се произвеждат автомобили Булгаррено и Булгаралпин. От 1986 г. българо-руското съвместно предприятие „Автоелектроника“ произвежда електронни модули и микропроцесорни системи за автомобили. Авиоремонтен завод „Георги Бенковски“ е специализиран в капитални ремонти и производството на резервни части за летателни апарати и авиационни двигатели. През последните години в предприятието се реновират самолети МиГ-21, МиГ-29, вертолети Eurocopter EC725 Cougar.
Поради разположението си в най-плодородната част на Тракийската низина, пловдивският регион развива лозаро-винарството, производството на розово масло, плодове и зеленчуци, консервна промишленост. Сред най-големите компании в хранително-вкусовата индустрия са производителят на тютюневи изделия КТ Интернешънъл, козметична компания Ален мак, Белла България (с марките хранителни продукти Сачи, Леки, Народен и др.), предприятие за майонеза Краси, захарен комбинат Кристал, консервен комбинат Филикон, пивоварна Каменица, Винпром Пещера (със седалище в Пловдив).

### Търговия
В града действат девет традиционни пазара за селскостопански стоки, които се управляват от общинско предприятие „Общински пазари“: Понеделник пазар, Четвъртък пазар, Събота пазар, пазари Тракия-1, Тракия-2, пазар „Чайка“, пазар „Олга Скобелева“, пазар „Панорама“ и пазар „Смирненски“.
Районните универсални магазини (РУМ) са приватизирани в началото на 90-те и днес работят като търговски центрове или супермаркети: РУМ „Дружба“, РУМ „Тракия“, РУМ „Родопи“, РУМ „Изгрев“. По подобен начин се развиват и сградите на Мебелна къща, магазин „Детски свят“, магазин „Евмолпия“, магазин „Молдавия“, а на мястото на магазин „Направи си сам“, който е разрушен, сега има нов модерен търговски център. В града работят нови търговски центрове, филиали на всички големи търговски вериги, както и местните вериги. Функционират три търговски центрове от типа мол: мол Пловдив, мол Марково Тепе и мол Plovdiv Plaza.
- Мол Плаза
- Мол Марково тепе
- Мол Пловдив
- Мол Пловдив

### Транспорт

#### Автомобилен
Пловдив е един от важните транспортни центрове на България. Още от древността Тримонциум е главен град по римския път Виа Милитарис (Виа Диагоналис) с връзка към Виа Игнация и Бяло море. Днес през града минават основни автомобилни пътища с международно значение: Автомагистрала А1 – „Тракия“, част от Европейски път Е80, Паневропейски транспортен коридор 4 и Паневропейски транспортен коридор 8 преминава на 5 km северно от Пловдив.
Най-големите транспортни съоръжения в Пловдив са пътен възел „Родопи“, Коматевски транспортен възел, надлезите на Асеновградско шосе, Карловско шосе и Цариградско шосе, „Бетонния мост“ на Кючук Париж. В центъра на града са построени два тунела. Река Марица, протичаща през Пловдив се преодолява чрез шест моста.

#### Железопътен
Пловдив е основен център на железопътния транспорт в Южна България. От 1874 г. през Пловдив преминава железопътната линия Любимец – Белово, разширена в началото на XX век до София и Истанбул. Пловдив е център на ЖП управление за Южна България, а оттук започват линиите за Стара Загора и Бургас, Карлово, Панагюрище, Пещера, Хисаря и Асеновград.
В района на гара Т. Каблешков, част от жп възел Пловдив, е изграден терминал за интермодални превози.
В границите на град Пловдив има 3 ЖП гари: „Централна гара“ (17 коловоза), гара „Тракия“ (8 коловоза), гара „Филипово“ (8 коловоза)

#### Обществен транспорт
Вътрешноградският транспорт в Пловдив се осъществява по 30 автобусни и 2 маршрутни линии. До октомври 2012 г. в града действа и тролейбусен транспорт. Автобусите в града са с номера: 1, 4, 6, 7, 9, 10, 11, 12, 15, 16, 17, 18, 20, 21, 22, 24, 25, 26, 27, 29, 36, 37, 44, 66, 93, 99, 103, 113, 116 и 222, а маршрутните линии са с номера 5 и 8. В плановете на община Пловдив за периода след 2023 г. попадат изграждане на градска железница тип S-Bahn и трамвайна мрежа. За разписанието и разположение на спирките може да проверите на: http://transport.plovdiv.bg/desktop;jsessionid=72EF62B7188F1A7088B4BFB991187D75/
Автобусна линия 22 пътува до села в общините Марица и Садово – село Катуница, село Ягодово и село Караджово. Маршрутна линия 5 пътува до селата Труд и Строево. Маршрутна линия 8 е с маршрут до село Рогош, село Маноле и село Скутаре. Автобусна линия 15 ходи до Войводиново в определени часове, а линия 93 ходи до Радиново делник през час.
В града има 3 автогари: автогара „Юг“, автогара „Родопи“ и автогара „Север“.

#### Велосипедна инфраструктура
Пловдив разполага с добре развита велосипедна мрежа, която обхваща почти всички градски райони. Общата дължина на изградените велосипедни алеи е над 60 km, като това прави града с най-много велоалеи в България. Градът разполага с 690 велостоянки.
Карта на велосипедната мрежа в град Пловдив: линк
- Велоалеи в Пловдив

### Медии
На 19 март 1881 г. в Пловдив е открита градска поща за изпращане на обикновени писма и пратки в града, областта Източна Румелия и извън нея. Писмата се събират от кутии в Кършияка, при Областното събрание, Отоманската банка, църквата „Св. Петка“, Чифте баня и Гръцката митрополия.

#### Радио и телевизия
На 27 януари 1949 г. са направени първите пробни излъчвания на Радио Пловдив.
Пловдив се обслужва с ефирен радио и телевизионен сигнал чрез предавателните станции на връх Ботев, край хижа Здравец (РРТС Здравец), край Младежкия хълм, край село Белащица и на Сахат тепе (РРС Пловдив). С обикновена антена в града се приемат над 20 УКВ-радиостанции и 6 телевизии. Лицензираните оператори на кабелна телевизия са А1 България (бившите Евроком кабел и Кейбълтел), DCCorporation, Digital Cable Company (DCC) и Cooolbox.

Регионални радиостанции
- Радио Пловдив (БНР), основано през 1955 г.
- Радио KATRA FM

Регионални телевизионни канали
- Пловдивска обществена телевизия (Пловдивска телевизия Тракия)
- местно представителство на Телевизия Европа

#### Печатни издания
На 25 юли 1878 г. в Пловдив започва да излиза първият български следосвобожденски вестник „Марица“, издаван от Христо Г. Данов, редактиран от Иван Гешов, Стефан Бобчев, Михаил Маджаров, а на същата дата следващата година излиза първи брой на вестник „Народний глас“, собственост на Драган Манчов, редактиран от Стоян Михайловски, Иван Вазов и Константин Величков. На 1 април 1880 г. започва издаването на списание Законоведец, първо българско юридическо издание в Източна Румелия, а на 4 април следващата година излиза първи брой на списание „Наука“ – първо българско научно издание, редактирано от Иван Вазов, Костадин Величков, Иван Селимински. По времето на Източна Румелия в града се печатат 35 вестника и списания.
След Съединените до края на 1940-те години, местните ежедневни и периодични издания са около 500. Някои имат кратък живот, други излизат в по-дълъг период от време. Много имат своите политически, общностни или религиозни пристрастия. На 29 април 1886 г. излиза брой първи на емблематичния за град вестник „Пловдив“. Вестникът излиза до 1907 г. и се счита за неофициален орган на Народно-либералната партия. От 1890 г. до 1900 г. излиза и първият траен всекидневник в България вестник „Балканска зора“. Дори преди и по време на Първото изложението излиза вестник „Нашето първо изложение“. Между войните излиза и пловдивският информационен седмичник „Правда“, вестникът излиза до 1944 г.
След официалните издания на Пловдивската община са „Пловдивский общински вестник“ от 1890 г. до 1894 г., който излиза два пъти в месеца. След него се издава общината издава до 1908 г. веднъж на четири месеца „Сборник на правилници, прикази и други наредби и разпореждания по управлението на Пловдивската община“. През 1910 и 1911 г. общината издава ежеседмично „Пловдивски общински вестник“. На 15 юни 1929 г. започва да излиза „Пловдивски общински вестник“. Вестникът е официалното издание на Община Пловдив в продължение на 15 години. През годините 1911 – 1915 и 1921 – 1933 излиза и „Пловдивски окръжен вестник“ като официално издание на Окръжната постоянна комисия.
През 1945 г. започва да излиза вестник „Отечествен глас“, който по-късно става официоз на местните структури на БКП. След Втората световна война в Пловдив се издават и други вестници като „Победа“, но по-късно „Отечествен глас“ остава единствения местен вестник, ако не броим младежкия вестник „Комсомолска искра“. Издава се до средата на 1990-те. След политическите промени през 1989 г. е възстановен вестник „Марица“.
- Вестник „Марица“
- Вестник „Акценти“
- „Вахан“ (вестник на Арменската общност)
- „Нов глас“
- „Анонс“
- „Строителство имоти“
- списание „Нула32“
- местни приложения на вестник Труд („Пловдивски труд“) и 24 часа

## Здравеопазване
На плана на „град Пловдив и околността" от 1827 г., съставен от френския запасни офицер А. Йегершмид, е отбелязана католическа болница, на мястото на сегашния Майчин дом на улица „Д-р Рашко Петров 3“. Това е било по-скоро малка лечебница.
Католическият мисионер от доминиканския орден отец Доменико Мартилети е първият лечител с школувана медицинска подготовка в Пловдив и дава лекарска помощ на пловдивчани още през 1855 г. След това до Освобождението пловдивчани са лекувани от българите д-р Стоян Чомаков, д-р Иван Богоров, д-р Рашко Петров, д-р Кирко Киркович, д-р Георги Вълкович и няколко лекари от гръцки произход. За пръв началник на здравеопазването в Източна Румелия е назначен д-р Стоян Чомаков.
През 1879 г. в Пловдив е открита болница на червено-кръстката организация „Свети Пантелеймон“. Тя е първата голяма болница в Източна Румелия, наричана Областна. На 22 март 1883 г. по проект на архитект Пиетро Монтани започва строителството на първата сграда на болницата в подножието на Джендемтепе. По-късно е преобразувана в Държавна болница. На 12 ноември 1879 г. е основано Дружеството на Български червен кръст в Пловдив, а на 3 май 1881 г. е откривата и най-богатата и най-добра фармация (аптека) „Златний лев“ на площад „Джумаята“. Международната католическа болница „Свети Йосиф“ в Пловдив е основана през 1881 г. При откриването си тя има 36 легла и се обслужва от 6 милосърдни сестри. Също през 1880-те е основана и аптека „Марица“.
Пловдивската военна болница е основана през 1889 г. от полковник Сава Муткуров, тогавашен министър на войната. Болницата е била подчинена на бригадния лекар, а се е управлявала от лекаря на един от полковете. Разполагала е с 80 легла за редови чинове и осем легла за офицери. На 8 октомври 1906 г. е открита първата частна болница в Пловдив на д-р П. Ничков. През 1918 г. в Пловдив е създадена Областна транспортна медицинска служба под формата на мрежа от здравни кабинети на „железниците“ на територията на Южна България.
На 8 октомври 1927 г. в Пловдив отваря врати първото социално здравно заведение в България – Домът на благотворителността и народното здраве „Димитър Петров Кудоглу“. Това здравно заведение е от диспансерен тип и е създадено след консултации с най-добрите български лекари и запознаване с европейския опит в лечението на обществено опасните болести. Лечението на бедни пациенти, бременни и деца до 14 години е безплатно. Историците са изчислили, че дарените от Димитър Кудоглу средства за Дома надхвърля 39 милиона лева. Диспънсерът съществува като белодробен до 2013 г. и носи името на дарителя.
На 26 юни 1945 г. в Пловдив е учредена служба „Бърза помощ“ с нощно дежурство на лекари. През 1951 г. Военна болница (сега ВМА МБАЛ „Пловдив“) е настанена в сградата на бившата Международна католическа болница. През 80-те и 90-те години на XX век са построени нови бази на пловдивските болници МБАЛ „Пловдив“, УМБАЛ „Свети Георги“ и МТБ „Пловдив“.
Днес Пловдив разполага с 12 ДКЦ-та, които са с държавно и общинско участие, пет частни болници – Медлайн Клиник, Каспела, Торакс, Пълмед и Тримонциум, 16 поликлиники (10 от които стоматологични) и 5 диспансера. На територията на града функционират и около 600 частни лекарски кабинети, над 30 държавни и над 120 частни аптеки.

## Образование и наука
Сградата на гръцкото училище в Пловдив е първата сграда в града, строена специално за учебно заведение. Тя е издигната през 1780 г. на Джамбаз тепе.

### Висши училища
- Аграрен университет
- Академия за музикално, танцово и изобразително изкуство
- Европейски колеж по икономика и мениджмънт
- Земеделски колеж
- Колеж по икономика и администрация
- Медицински университет
  - Медицински колеж към МУ, Пловдив
- Пловдивски университет „Паисий Хилендарски“
- Филиал на Технически университет София
- Университет по хранителни технологии
- Православна духовна академия „Св. св. Кирил и Методий“
- Висше училище по агробизнес и развитие на регионите – Пловдив

#### Закрити висши училища
- Пловдивски държавен университет, закрит през 1950 г.
- Пловдивски учителски институт, закрит през 1971 г.
- Технически колеж „Джон Атанасов“ към Технически университет София, закрит през 2010 г.

### Хуманитарни гимназии
- Хуманитарна гимназия „Св. св. Кирил и Методий“
- ФЕГ „Антоан дьо Сент-Екзюпери“
- ЕГ „Иван Вазов“
- ЕГ „Пловдив“

### Професионални училища
- Национална търговска гимназия
- Национална художествена гимназия „Цанко Лавренов“
- Национално училище за музикално и танцово изкуство „Добрин Петков“
- Национална гимназия за сценични и екранни изкуства
- Образцова математическа гимназия „Акад. Кирил Попов“
- Пловдивската духовна семинария „Св. св. Кирил и Методий“
- Професионална гимназия по битова техника
- Професионална гимназия по вътрешна архитектура и дървообработване „Христо Ботев“
- Професионална гимназия по електротехника и електроника
- Професионална гимназия по кожени изделия и текстил „Д-р Иван Богоров“
- Професионална гимназия по машиностроене (СПТУМ „Антон Иванов“)
- Професионална гимназия по механотехника „Проф. Цветан Лазаров“
- Професионална гимназия по облекло „Ана Май“
- Професионална гимназия по подемна, строителна и транспортна техника
- Професионална гимназия по строителни технологии „Пеньо Пенев“
- Професионална гимназия по архитектура, строителство и геодезия „Арх. Камен Петков“
- Професионална гимназия по транспорт „Гоце Делчев“
- Професионална гимназия по хранителни технологии и техника
- Професионална гимназия по туризъм „Проф. д-р Асен Златаров“
- Спортно училище „Васил Левски“
- Частен професионален колеж „Делта“
- Частен професионален колеж „Икоминтелект“
- Частен професионален колеж „Омега“
- Частна професионална гимназия „Класик“

### Средни училища
- Средно училище „Братя Миладинови“
- Средно училище „Димитър Матевски“
- Средно училище „Св. св. Кирил и Методий“
- Средно училище „Св. Климент Охридски“
- Средно училище „Константин Величков“
- Средно училище „Св. Константин - Кирил Философ“
- Средно училище „Любен Каравелов“
- Средно училище „Никола Вапцаров“
- Средно училище „Найден Геров“
- Средно училище „Св. Паисий Хилендарски“
- Средно училище „Св. Патриарх Евтимий“
- Средно училище „П. Кр. Яворов“
- Средно училище „Св. Седмочисленици“
- Средно училище „Симон Боливар“
- Средно училище „Св. Софроний Врачански“
- Средно училище „Христо Груев Данов“
- Средно училище „Цар Симеон Велики“
- Средно училище „Черноризец Храбър“

#### Закрити средни училища
- Френски колеж „Свети Августин“, закрит през 1948 г.
- Френски колеж „Свети Йосиф“, закрит през 1948 г.
- Немско училище, закрито през 1944 г.
- Католическа семинария, закрита през 1914 г.
- Зарифово училище
- Първа девическа гимназия

### Основни училища
- Основно училище „Алеко Константинов“
- Основно училище „Васил Левски“
- Основно училище „Васил Петлешков“
- Основно училище „Гео Милев“
- Основно училище „Димитър Димов“
- Основно училище „Димитър Талев“
- Основно училище „Димчо Дебелянов“
- Основно училище „Драган Манчов“
- Основно училище „Душо Хаджидеков“
- Основно училище „Екзарх Антим I“
- Основно училище „Елин Пелин“
- Основно училище „Захари Стоянов“
- Основно училище „Йордан Йовков“
- Основно училище „Княз Александър I“
- Основно училище „Кочо Честеменски“
- Основно училище „Панайот Волов“
- Основно училище „Пенчо Славейков“
- Основно училище „Д-р Петър Берон“
- Основно училище „Райна Княгиня“
- Основно училище „Стоян Михайловски“
- Основно училище „Тодор Каблешков“
- Основно училище „Тютюнджян“
- Основно училище „Христо Смирненски“
- Основно училище „Яне Сандански“
- Основно училище „Георги Бенковски“

#### Закрити основни и начални училища
- Централно гръцко училище
- Начално католическо училище „Св. Андрей“
- Еврейско училище

### Детски градини
На 30 ноември 1884 г. в Пловдив е осветена първата българска детска забавачница, създадена от женското благотворително дружество „Майчина грижа“. На 1 април 1926 г. е създадена първата в България забавачка за работнически деца.
- Детска градина „Дъга“

## Култура и забавления
По време на Първото българско изложение през 1892 г. в Пловдив се състои първата колективна картинна изложба в България. На 8 април 1909 г. е първа прожекция на кинематограф „Екзелсиор“ в салона на театър „Шести август“.

### Опера, театър и културни домове
На 20 март 1881 г. в Пловдив е завършена сградата на театър „Люксембург“ на ъгъла на днешните улици „Лейди Странгфорд“ и „Цариброд“. Това е първата театрална сграда в България. Тя е проектирана от френския инженер Бусе. На 24 март е поставена пиесата „Луиза Милер“ от Шилер. На 10 декември същата година с решение на правителството на Източна Румелия в Пловдив е създаден първият в България драматичен театър. Пет години по-късно е и открит Пловдивският военен клуб. На 18 май 1927 г. е открито първото лятно кино в Пловдив на днешната улица „Христо Г. Данов“.
Първият концерт на новосъздадената Пловдивска филхармония с диригент Влади Симеонов е проведен на 13 октомври 1945 г. Три години по-късно на 19 септември с постановката „Снежанка“ на братя Грим е открит Кукления театър в града. На 15 ноември 1953 г. с постановка на операта „Продадена невеста“ тържествено започва дейността на Пловдивската опера. На 27 септември 1962 г. е открит първият в страната Дом на младоженците. Във връзка с 6 септември през 1964 г. отваря врати и кино „Комсомол“ (след 1990 г. то носи името „Космос“).
- Държавна опера – гр. Пловдив
- Драматичен театър „Н. О. Масалитинов“
- Градски дом на културата, известен в миналото като Дом на профсъюзите „Стефан Кираджиев“
- Общински младежки дом „Спектър“ на ул. „Авксентий Велешки“
- Културен център „ТракАрт“
- Военен клуб – Пловдив
- Летен театър

### Музеи
На 15 февруари 1880 г. е положено началото на Музея за старини – библиотека и музей – към Дирекция на народното просвещение.
Археологическият музей е създаден през 1882 г. като Народен музей на Източна Румелия. Неговото узаконяване се извършва с указ на НВ Цар Борис III от 1921 г. През 1928 г. музеят е настанен в сградата на пл. „Съединение“, построена през осемдесетте години на XIX век от видния пловдивски архитект Йосиф Шнитер. Музеят представлява най-голямата съкровищница на археологическото богатство на древна Тракия. Трите отдела – „Праистория“, „Античност“ и „Средновековие“, съдържат ценни находки от старокаменната епоха (палеолит) до ранноосманския период в българската история (XV – XVI век).
Исторически музей – Пловдив е създаден през 1951 г. като научен и културен институт за събиране, опазване, научно изследване и популяризиране на историческите свидетелства за миналото на Пловдив и пловдивския край за периода от XV до ХХ в. Експозициите на музея са разположени в три отделни сгради – паметници на културата.
Регионалният етнографски музей – Пловдив е открит през 1917 г. На 14 октомври 1943 г. новият дом на музея – Куюмджиевата къща – е открит за посещения. През 1949 г. Общинската къща музей се преименува в Народен етнографски музей, а през 1952 г. е наредена постоянна експозиция, обновена изцяло през 1962 г. Над 40-те хиляди предмети в неговите хранилища са разделени във фондовете: Селско стопанство, Занаяти, Тъкани и облекло, Мебели и интериор, Музикални инструменти и обреден реквизит, произведения на изобразителното изкуство. Оформени са фототека, научен архив и библиотека. В последните години екипът на Етнографски музей Пловдив работи по преструктурирането на експозицията с акцент върху градската културна област, в която е огромният потенциал на тази институция.
Природонаучният музей е открит през 1955 г. в старинната сграда на някогашната Пловдивска община, построена през 1880 г. Началото на музея се поставя от богатите колекции на бившия френски колеж „Св. Августин“. Днес музеят е един от най-значимите в страната, с богати сбирки в разделите Палеонтология, Минералогия, Ботаника. Няколко зали са посветени на животинския свят, а в приземието се намира най-големият сладководен аквариум в България с над 40 вида декоративни риби и някои земноводни. Особено ценна е сбирката от родопски минерали.
Музеят на авиацията е открит на 21 септември 1991 г., намира се на територията на авиобаза Крумово, на 12 km от Пловдив. Музеят притежава приблизително около 6800 експоната, 59 летателни апарата, разположени в две вътрешни и една външна експозиции, два ремонтно-възстановителни хангара и архивохранилище.
Педагогическият музей е създаден през 1894 г. в Пловдив и е бил енциклопедичен музей към френския колеж „Св. Августин“. Няколко години след закриване на колежа през 1948 г. експонатите на музея са дадени на другите музеи в Пловдив.

### Изобразително изкуство и галерии
Пловдив е развит център на иконописта още от Средновековието. През Възраждането в града идват да работят майстори зографи от цялата страна, сред които са Димитър Зограф и синът му Зафир (Станислав Доспевски), Захари Зограф, Георги Данчов и др. След Освобождението, когато Пловдив е столица на Източна Румелия, тук работят големият български художник от чешки произход Иван Мърквичка и един от първите преподаватели в Държавното рисувателно училище Антон Митов. През 1912 г. е организирана изложба, на която са поканени всички художници от Южна България, с което се полага началото на Дружество на художниците с център Пловдив. В изложбата участват 16 автори, които стават и основатели на дружеството. В Дружеството участват основните фигури в българското изобразително изкуство по онова време, като Христо Станчев, Сирак Скитник, Живка Пейчева, Николай Райнов, Давид Перец, Даниел Дечев, Цанко Лавренов, Димитър Павлов, Златю Бояджиев, Владимир Рилски, Борис Ангелушев и др. През 50-те години Дружеството на пловдивските художници се включва в Съюза на българските художници.
Характерен възход е отбелязан през 60-те и 70-те години с изявите на цяло поколение творци с национално значение: Иван Кирков, Колю Витковски, Йоан Левиев, Димитър Киров, Георги Божилов – Слона, Ана Гребенарова, Енчо Пиронков, Христо Стефанов и др. Като силно начало на 90-те е дейността на едно от първите в страната младежки авангардни сдружения – група „Ръб“, а в началото на новото хилядолетие и Сдружението за съвременно изкуство „Изкуство днес“.
- Още в края на XIX век в Пловдив се създава втората в страната Държавна художествена галерия след Националната в столицата. Днес фондът на Държавна художествена галерия  Пловдив, наброява над 6000 оригинални художествени произведения, експонирани в 4 различни сгради: Постоянна експозиция, къща музей „Златю Бояджиев“ и Иконна сбирка на ул. „Съборна“, Постоянна експозиция на Цанко Лавренов на ул. „Княз Александър I“. През 1981 г. е открита Постоянна експозиция на мексиканското изкуство, дарение от мексиканските художници в чест на 1300-годишнината от основаването на българската държава. Пловдивската художествена галерия днес е арт музей, който съхранява, опазва и показва част от най-ценните образци на средновековното, възрожденското, следосвобожденското и съвременно изкуство на България. В галерията се пази най-старото кавалетно произведение на българското изкуство – „Портрет на Софроний Врачански“ от 1812 г., а също се съхранява и колекция от произведения на старата венецианска, френска, немска, холандска и фламандска живопис.

- Градска художествена галерия Пловдив

Тел.: + 359 32 624221 Адрес: ул. Княз Александър I Батенберг 15 (на Главната улица)
- ГХГ Пловдив - Иконна сбирка

Тел.: + 359 32 626086 Адрес: ул. Съборна 22
- ГХГ Пловдив - Музейна експозиция „Цанко Лавренов“

Тел.: + 359 32 628745 Адрес: ул. Артин Гидиков 14А (в Стария град)
- ГХГ Пловдив „Мексиканска графика“

Тел.: + 359 32 628745 Адрес: ул. Артин Гидиков 14А (в Стария град)
- ГХГ Пловдив - Музейна експозиция „Енчо Пиронков“

Тел.: +359 32 638055, Адрес: ул. В. Кънчев 1 (в Стария град)
- ГХГ Пловдив - Постоянна експозиция

Тел.: + 359 32 635322 Адрес: ул. Съборна 14А (в Стария град)
- Постоянна експозиция „Народен художник Златю Бояджиев“
- Център за съвременно изкуство – Баня „Старинна“
- Галерия Дяков

Галерията е учредена на 31 май 1996 г. и е разположена във фамилната къща на известния пловдивски фабрикант и търговец на тютюн Петър Дяков. Това е една малка и уютна галерия. Тя е отворена за посетители всеки ден, освен неделя.
Тел.: + 359 32 271 068 Факс: + 359 32 271 068 Адрес: ул. Ангел Букурещлиев 17
- Сдружение „Дружество на пловдивските художници“

Изложбена зала на Дружество на пловдивските художници

Адрес: ул. „Гладстон“ 32 тел: +359 886 972737

### Библиотеки и читалища
- Народна библиотека Иван Вазов
- Читалище „Алеко Константинов“, бул. „Шести септември“ 160
- Читалище „Г. Търнев“, бул. „България“ 146
- Читалище „Възраждане“, ул. „Стоян Чалъков“ 1
- Читалище „Захари Стоянов“, ул. „Равнища“ 4
- Читалище „Иван Вазов“, ул. „П. Р. Славейков“ 33
- Читалище „П. Р. Славейков“, ул. „П. Д. Петков“ 42
- Читалище „Съвременник-1986“, ж.к. „Тракия“ бл. 141; тел.: 032/68 28 32 www.savremennik.com
- Читалище „Христо Г. Данов“, бул. „Шести септември“ 128
- Читалище „Христо Смирненски“, ул. „Копривките“ 15
- Читалище „Иван Вазов“, кв. „Коматево“
- Читалище „Младост“, ж.к. „Тракия“